# 새엄마의 결혼
《새엄마의 결혼》은 2006년 12월 9일에 MBC에서 방영한 베스트극장이다.

## 등장 인물

### 주요 인물
- 조하나 : 이윤희 역

젊은 나이에 주어진 삶이 얼마 남지 않고 죽음을 준비하고 있다. 낳은 아이는 아니지만 6년이라는 시간 동안 정으로 키운 나래를 너무나도 사랑한다. 그런 아이와 힘겨운 이별연습을 계획한다.
- 김한비 : 강나래 역

가족의 사랑과 보살핌이 절실한 어린 나이에 친부모를 모두 읽지만 착하고 씩씩하게 비뚤어지지 않는 아이다. 피 한 방울 섞이지 않은 새엄마와 사랑보다 더한 정으로 다정하게 살아가고 있다.
- 김용희 : 윤성주 역

윤희의 절친한 친구. 윤희를 처음 진료하여 위암 말기임을 알려주고, 윤희와 나래의 슬픈 이별 과정을 묵묵히 지켜보며 그들의 마지막을 아프지 않게 도와주려 노력한다.

### 그 외 인물
- 김순용
- 이미지
- 신승주
- 이상미
- 이영자
- 박형선